# Puzzle (film, 2010)
Pour les articles homonymes, voir Puzzle (homonymie).
Pour plus de détails, voir Fiche technique et Distribution.
Puzzle (Rompecabezas) est un film argentin réalisé par Natalia Smirnoff, sorti en 2010.
Le film fait l'objet d'un remake américain en 2018, également sous le titre Puzzle.

## Synopsis
Une femme au foyer découvre qu'elle est douée pour résoudre les puzzles.

## Fiche technique
- Titre : Puzzle
- Titre original : Rompecabezas
- Réalisation : Natalia Smirnoff
- Scénario : Natalia Smirnoff
- Musique : Alejandro Franov
- Photographie : Barbara Alvarez
- Montage : Natacha Valerga
- Production : Caroline Dhainaut, Luis A. Sartor et Natalia Smirnoff
- Société de production : Carrousel Films, Las Niñas Pictures, Vista Sur Films et Zarlek Producciones
- Société de distribution : Sophie Dulac Distribution (France) et IFC Films (États-Unis)
- Pays :  Argentine et  France
- Genre : drame
- Durée : 87 minutes
- Dates de sortie : 
  -  Argentine : 22 avril 2010
  -  France : 23 juin 2010

## Distribution
- María Onetto : Marí del Carmen
- Gabriel Goity : Juan
- Arturo Goetz : Roberto
- Henny Trayles : Carlotta
- Felipe Villanueva : Juan Pablo
- Julián Doregger : Iván
- Nora Zinski : Raquel
- Marcela Guerty : Susana
- Mirta Wons : Graciela
- Mercedes Fraile : Carmen
- Denise Groesman : Victoria
- Jimena Ruiz-Echazú : Carla
- Pacho Guerty : Pedro
- Nestor Caniglia : Ricardo
- Leticia Gaspari : Eugenia

## Distinctions
Le film est présenté en sélection officielle en compétition à la Berlinale 2010.